# Schüren (Feuer)
Als Schüren wird das Umrühren/Umwälzen des Festbrennstoffes in einer Rostfeuerung bezeichnet. Durch die Schürung wird das Feuer angefacht. Es brennt stärker und gleichmäßiger.

## Wirkungsweise
Der Effekt beruht erstens darauf, dass die Asche, die sich durch den Abbrand des Brennstoffes gebildet hat, vom Brennstoff abgerüttelt wird und nach unten fällt. Durch das Abfallen der Asche wird die Luftzufuhr zur reaktiven Brennstoffoberfläche verstärkt, so dass die Verbrennungsgeschwindigkeit steigt. Oft zerfällt beim Schüren der durch Einwirkung des Feuers verschwelte und mürbe Brennstoff in kleinere Stücke, was ebenfalls die reaktive Oberfläche und somit die Reaktionsgeschwindigkeit erhöht.  
Des Weiteren beruht der Effekt darauf, dass durch das Umwälzen des Brennstoffes dieser nicht einseitig an der Oberseite, sondern gleichmäßig von allen Seiten abbrennt. Durch das Aufsteigen der heißen Verbrennungsabgase und der Flammen erhält das Feuer seine Zündenergie, die das Feuer am Brennen hält, durch Konvektion und Wärmestrahlung verstärkt von oben. Wird der Brennstoff geschürt und neu aufgeschichtet, werden dabei brennende/glühende Stücke – und mit ihnen die Zündenergie – nach unten transportiert und bisher wenig unverbrannte Oberflächen werden nach oben ausgerichtet, wo sie verstärkt Zündenergie empfangen.
Eine besondere Nutzung des Schürens ist das Wieder-Entzünden eines bereits fast erloschenen Feuers durch Freilegen von Glutresten in der Asche in Verbindung mit dem Auflegen von frischem Brennstoff. Eingeschlossen in der Asche (Wärmeisolator und Sauerstoffbarriere) glimmen Brennstoffreste sehr lange nach; werden sie geschürt, reicht die Energie oft aus, ohne Feuermittel oder Zündhilfe das Feuer wieder anzufachen. (An-)Schüren wird daher oft gleichbedeutend mit Entzünden verwendet.

## Technische Umsetzung

### Manuell geschürte Kleinfeuerungen

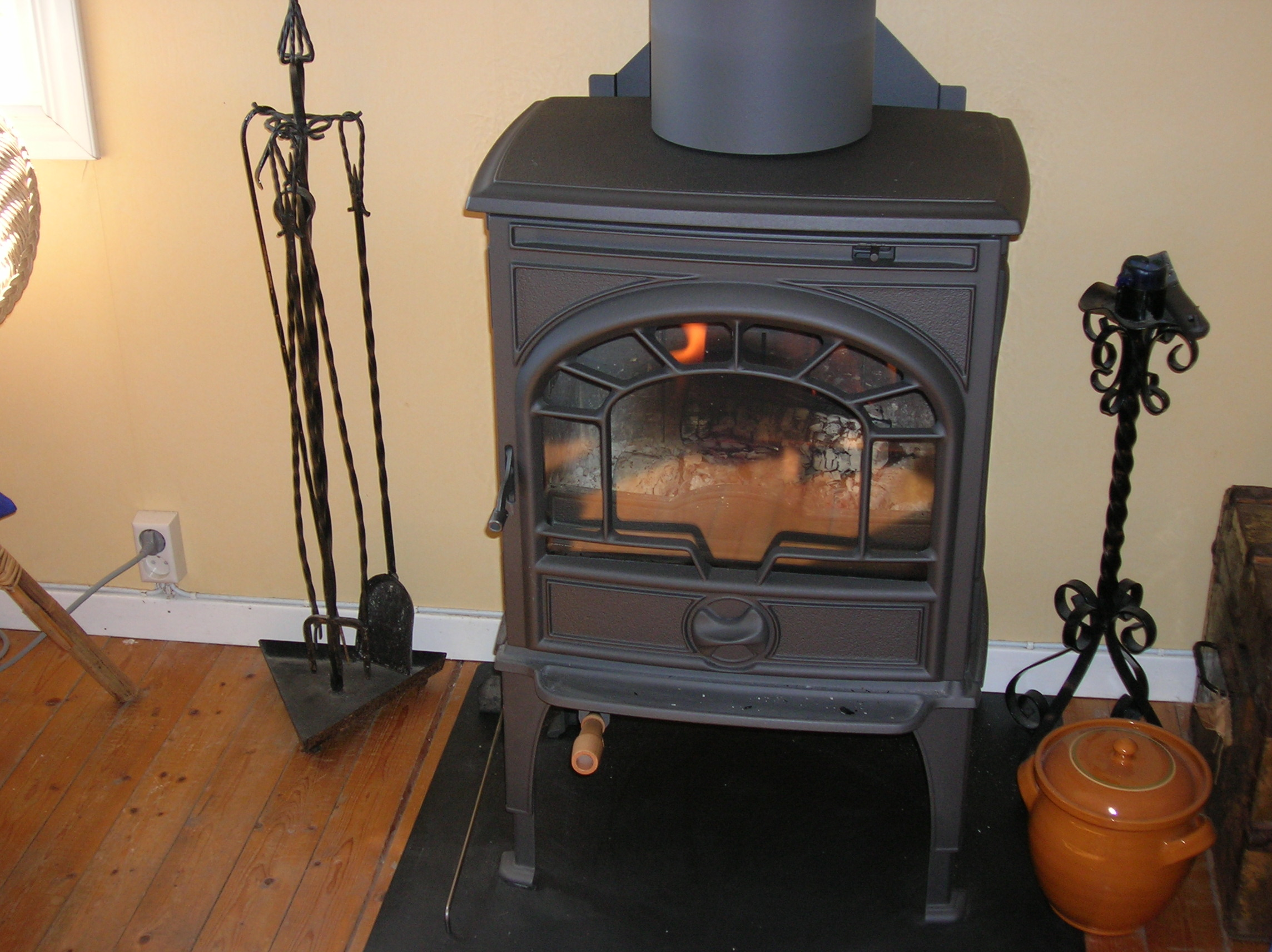
Kaminofen, links im Ständer ein Kaminbesteck mit Werkzeug zum Schüren

Bei Feuerungen im häuslichen Bereich (Holzofen, Kamin oder Grill) erfolgt die Schürung zumeist von Hand durch Stochern, Rühren und Kratzen mit einem Schürhaken oder einer ähnlichen Stange oder Stock.
Ähnliches gilt für historische Feuerungen auf Dampflokomotiven oder Dampfschiffen, wo ein Heizer für die Schürung verantwortlich ist. Ein erfahrener und geschickter Heizer kann durch das richtige Schüren und Aufschichten des Brennstoffes das Luftangebot in der Feuerung sehr genau steuern und so die Abbrandgeschwindigkeit und die Temperatur wie gewünscht einstellen. 
In einer  Schmiede kommt der richtigen Schürung der Esse besondere Bedeutung zu; denn Temperatur und Sauerstoffangebot in der Esse beeinflussen die Eigenschaften des Schmiedestückes.

### Automatisch geschürte Industriefeuerungen
In industriellen Rostfeuerungen erfolgt die Schürung automatisch durch eine Mechanik, die die Rostauflage bewegt. Die Bewegung transportiert gleichzeitig den Brennstoff und die Asche vorwärts. Auf Treppenrosten (Schubrosten) oder Walzenrosten können so auch sehr inhomogene und grobstückige Brennstoffe wie Hausmüll oder Altholz verbrannt werden.